# کریس کلارک (بازیکن فوتبال، زاده ۱۹۸۰)
کریس کلارک (انگلیسی: Chris Clark؛ زادهٔ ۱۵ سپتامبر ۱۹۸۰) بازیکن فوتبال اهل بریتانیا است.
از باشگاه‌هایی که در آن بازی کرده‌است می‌توان به باشگاه فوتبال پلیموث آرگیل و باشگاه فوتبال آبردین اشاره کرد.
وی همچنین در تیم ملی فوتبال Scotland B بازی کرده‌است.